# Aigonnay
Aigonnay ist eine Commune déléguée in der französischen Gemeinde Aigondigné mit 627 Einwohnern (Stand 1. Januar 2022) im Département Deux-Sèvres in der Region Nouvelle-Aquitaine. Die Bewohner nennen sich Aigonnaisien oder Aigonnaisiennes.
Die Gemeinde Aigonnay wurde am 1. Januar 2019 mit Mougon-Thorigné und Sainte-Blandine zur Commune nouvelle Aigondigné zusammengeschlossen. Sie hat seither den Status einer Commune déléguée. Die Gemeinde Aigonnay gehörte zum Kanton Celles-sur-Belle im Arrondissement Niort. Sie grenzte im Nordwesten an Sainte-Néomaye, im Nordosten an Romans, im Osten an Prailles, im Süden und Südwesten an Mougon-Thorigné und im Westen an Fressines.

## Bevölkerungsentwicklung
| Jahr      | 1962 | 1968 | 1975 | 1982 | 1990 | 1999 | 2008 | 2013 |
| --------- | ---- | ---- | ---- | ---- | ---- | ---- | ---- | ---- |
| Einwohner | 449  | 419  | 371  | 384  | 397  | 449  | 605  | 635  |